# Redhill (Nottinghamshire)
Redhill – wieś w Anglii, w hrabstwie Nottinghamshire, w dystrykcie Gedling. Leży 7 km na północ od miasta Nottingham i 181 km na północ od Londynu.